# Scream (franquicia)
Scream es una franquicia de películas de asesinatos de misterio y slasher estadounidense que incluye seis películas, una serie de televisión, productos, y juegos. Las primeras cuatro cintas fueron dirigidas por Wes Craven. La serie fue creada por Kevin Williamson, quien escribió las dos primeras cintas y la cuarta; Ehren Kruger escribió la tercera. La quinta y sexta entrega fueron dirigidas por Matt Bettinelli-Olpin y Tyler Gillett, con Guy Busick y James Vanderbilt como escritores, y Williamson regresando como productor ejecutivo. Dimension Films produjo las primeras cuatro películas. Spyglass Media Group se hizo cargo de los derechos de la quinta película, y Paramount Pictures la distribuyó. La serie de películas ha recaudado más de US$900 million en la taquilla mundial.
Las películas siguen al personaje ficticio Sidney Prescott, interpretado por Neve Campbell, que se convierte en el blanco de varios asesinos que adoptan la identidad ficticia de Ghostface para atormentarla, mientras desatan una matanza con tal de llegar a ella. En cada película Sidney está acompañada de una serie de personajes más o menos cercanos y que, pueden o no, sobrevivir junto a ella cada vez que un nuevo asesino Ghostface ataca. Ellos son; el asistente —posteriormente ascendido en Scream 4— Dewey Riley —David Arquette—, una periodista conocida inicialmente en el universo scream por escribir un libro sobre los asesinatos de la madre de Sidney Prescott, Maureen Prescott, y que luego entabla amistad con el grupo de la protagonista, su nombre es Gale Weathers —Courteney Cox Arquette—, y por último un aficionado de las películas de terror llamado Randy Meeks —Jamie Kennedy—. A lo largo de todas las películas se le irán uniendo otros personajes como el supuesto asesino de su madre Cotton Weary —interpretado por Liev Schreiber—.
El guion original de Williamson fue comprado por Miramax y desarrollado bajo el sello de Dimension Films por Bob y Harvey Weinstein, que contrató a Craven para dirigir, quien a su vez contrató al compositor Marco Beltrami para hacer la banda sonora instrumental de la película. El equipo estuvo presente durante todas las películas aunque Williamson estuvo menos presente en Scream 3 y debido a conflictos con otros proyectos -sólo escribiría una pequeña parte del argumento- sería reemplazado en ese papel por Ehren Kruger. La violencia presente en el conjunto de películas dio lugar a un conflicto con el sistema de calificación de películas de la Motion Picture Association of America y con los medios de comunicación debido a la censura que finalizó con la reducción de la violencia y el gore en Scream 3 cuando el incidente de Columbine incrementó la atención sobre la influencia de los medios de comunicación en la sociedad. Scream llegó a diferenciarse de otras producciones en el uso de actores de renombre, algo que en la época era poco común en las películas de terror pero que gracias al éxito de la franquicia se fue haciendo cada vez más común.
Esta serie de películas ha tenido una acogida positiva por parte de la crítica, y ha hecho que Scream haya sido alabada por revitalizar el género del horror a finales de los años 90 al combinar el tradicional slasher con el humor, con los tópicos del cine de terror y una trama inteligente. Scream fue una de las películas con mayor recaudación del año 1996 y se convirtió, y sigue siendo, en la película slasher con más recaudación en el mundo. Su éxito fue igualado por Scream 2 que no solo rompió récords en su época sino que además fue calificada como superior a la original. Scream 3 obtuvo peores resultados que sus predecesoras, tanto crítica como financieramente; los críticos comentaron que se había convertido en las películas que parodiaba en Scream. Sin embargo, recibió algunas críticas positivas que argumentaban que era el perfecto final de la trilogía. La serie de películas ha sido galardonada con varios premios incluyendo el Premio Saturn a la mejor actriz y el Premio MTV Movie a la Mejor actuación femenina por Campbell y Mejor película de terror por Scream.

## Películas
| Película  | Fecha de lanzamiento en EE. UU. | Director                              | Guionista/s                                 | Productor/es                                        |
| --------- | ------------------------------- | ------------------------------------- | ------------------------------------------- | --------------------------------------------------- |
| Scream    | 20 de diciembre de 1996         | Wes Craven                            | Kevin Williamson                            | Cathy Konrad & Cary Woods                           |
| Scream 2  | 12 de diciembre de 1997         | Wes Craven                            | Kevin Williamson                            | Cathy Konrad, Wes Craven & Marianne Maddalena       |
| Scream 3  | 4 de febrero de 2000            | Wes Craven                            | Ehren Kruger, Kevin Williamson (Personajes) | Cathy Konrad, Kevin Williamson & Marianne Maddalena |
| Scream 4  | 15 de abril de 2011             | Wes Craven                            | Kevin Williamson                            | Iya Labunka, Kevin Williamson and Wes Craven        |
| Scream    | 14 de enero de 2022             | Matt Bettinelli-Olpin y Tyler Gillett | James Vanderbilt y Guy Busick               | Chad Vilella y Kevin Williamson                     |
| Scream VI | 10 de marzo de 2023             | Matt Bettinelli-Olpin y Tyler Gillett | James Vanderbilt y Guy Busick               | Kevin Williamson                                    |

### Scream(1996)
La primera película de la serie, fue estrenada el 20 de diciembre de 1996. Basada en un guion de Kevin Williamson y dirigida por Wes Craven, el creador de la franquicia Pesadilla en Elm Street. En esta película la estudiante adolescente Sidney Prescott debe enfrentarse a un misterioso asesino enmascarado llamado Ghostface quien está masacrando a sus compañeros de preparatoria. La película llegó a ser un éxito financiero recuperando su presupuesto de 15 millones once veces y recibiendo muy buenas críticas por la deconstrucción del cine de terror. Se le acredita el hecho de revitalizar el género de horror en la mitad de los años 90 y de inspirar a una serie de imitadores. Fue particularmente notable por su reparto de actores y actrices populares y ya establecidos que antes era inusual en películas de terror.

### Scream 2(1997)
Estrenada el 12 de diciembre de 1997. Dirigida nuevamente por Craven y con un nuevo guion de Williamson. En esta película, Sidney ahora estudia como universitaria pero debe enfrentarse a un imitador de Ghostface quien ha venido a repetir los horrores que pasó en Woodsboro. La película fue financeramente exitosa, consiguiendo solamente 1 millón de dólares menos que su predecesora y recibiendo críticas similares y positivas por su deconstrucción de las secuelas de las películas de terror y por los comentarios de los medios de comunicación en la sociedad. El guion para Scream 2 se filtró durante la producción revelando la identidad de los asesinos así que la película sufrió varias reescrituras extensas, cambiando así la identidad de los asesinos aunque su motivación quedó intacta.

### Scream 3(2000)
Estrenada el 4 de febrero de 2000. Como en las entregas anteriores la película fue dirigida por Wes Craven, aunque Kevin Williamson no se integra nuevamente al equipo por conflictos con su programa de televisión Wasteland y el desarrollo de la película Teaching Mrs. Tingle, lo hizo que fuera reemplazado por el guionista Erhen Kruger quien finalizó el guion tomando varias ideas de Williamson. En esta película Sidney se enfrenta a un nuevo Ghostface quien trata de crear el capítulo final de una trilogía, al revelar que conoce en profundidad a la madre de Sidney, Maureen Prescott. La película, como sus predecesoras, fue protagonizada por personajes que conocían las reglas de las películas de terror, en este caso las reglas y estructura del final de una trilogía. Scream 3 fue considerablemente menos exitosa que sus anteriores dos películas, tanto financieramente como en la manera que fue recibida por la crítica. Algunos comentarios afirmaban que se había vuelto como las películas de terror que parodiaba en Scream y Scream 2. Otros criticaron el cambio de tono, centrándose más en el humor que en terror y en la violencia. Sin embargo, los críticos que hablaron positivamente de la película apoyaron el cambio en el tono y alabaron el cierre que completaba la trilogía.

### Scream 4(2011)
Estrenada el 15 de abril de 2011. La película contó nuevamente con la dirección de Wes Craven y con guion completo de Kevin Williamson. En esta película Sidney, Gale y Dewey tienen que enfrentarse a un nuevo Ghostface que quiere hacer un remake de los asesinatos originales en Woodsboro. La película recibió críticas tanto negativas como positivas pero superaron en número estas últimas, obteniendo un 59% de puntuación en Rotten Tomatoes.

### Scream(2022)
En una entrevista, Craven confirmó que había sido contratado para trabajar en una quinta y sexta parte de la serie cinematográfica Scream, se haría si la cuarta entrega alcanzaba el éxito. Después de las dificultades por las reescrituras de guion de Scream 2, Scream 3 y Scream 4, a veces con páginas que solo estaban preparadas el día de rodaje, y el estrés relacionado con la situación, Craven decidió que necesitaría ver un guion completo y terminado de Scream 5 antes de comprometerse con la producción. En una entrevista diferente, el escritor Williamson confirmó también su obligación con Scream 4 y Scream 5, habiendo enviado ideas para tres películas hasta Scream 6, aunque su contrato para esta última película todavía no ha sido especificado. Williamson indicó que si se hacía Scream 5 sería una continuación de la historia de los personajes aparecidos en Scream 4 pero que Scream 4 no contendría ningún final ambiguo que condujera hacia una potencial secuela. El actor David Arquette también apoyó el futuro de la franquicia, diciendo que «sería [el final] totalmente abierto,» antes de añadir que no le importaría protagonizar el papel de Dewey en futuras películas. En mayo de 2011, el productor ejecutivo Harvey Weinstein, confirmó que podría existir una secuela, diciendo que a pesar de que Scream 4 consiguiera menos éxito del que esperaba The Weinstein Company financieramente hablando, estaba feliz con el dinero recaudado. En febrero de 2012, cuando se le preguntó sobre una futura y posible Scream 5, Williamson dijo que no estaría envuelto en ella, diciendo que «No lo haré.» El 4 de junio de 2012 se supo que MTV estaría empezando a desarrollar una serie semanal basada en la serie de películas. Más tarde el mismo día, David Arquette confirmó que no sería parte del elenco de la serie. El 25 de abril de 2013 The Hollywood Reporter confirmó que MTV había dado luz verde a la serie de televisión, siendo que Wes Craven podría dirigir el episodio piloto.
El 26 de julio de 2013 se reportó que los escritores de Criminal Minds Jay Beattie y Dan Dworkin habían abordado en el proyecto para escribir el guion del piloto. La serie está programada para debutar a mediados de 2014.
El 30 de septiembre del mismo año, Harvey Weinstein expresó su deseo en realizar una quinta entrega, argumentando: "Le estoy rogando para que haga la película y sólo la termine. Ya hemos ordeñado esa vaca."
El 2 de abril de 2014, se reportó por TVLine que "El piloto, escrito por Jill Blotevogel (Ravenswood, Harper's Island, Eureka), comienza con un vídeo de YouTube volviéndose viral, que tendrá repercusiones para una adolescente de nombre Audrey y en apariencia sirve como 'catalizador para un homicidio que abre una ventada de su pasado problemático en el pueblo.'"
Finalmente, en una entrevista de junio de 2015 con el Washington Street Journal, Bob Weinstein negó rotundamente la posibilidad de una quinta entrega o cualquier otra continuación de la franquicia cinematográfica, citando a la serie de MTV como el lugar adecuado para que la franquicia encuentre nueva vida. "Es como poner una película de arte en un teatro de arte", dijo Weinstein. 
Scream se estrenó el 14 de enero del 2022.

## Reparto recurrente
| Sidney Prescott    | Neve Campbell          | Neve Campbell          | Neve Campbell          | Neve Campbell          | Neve Campbell          |                        | Neve Campbell          |  |  |  |  |  |  |  |  |  |  |  |  |  |  |  |  |  |  |  |  |  |  |  |  |  |  |  |  |  |  |  |  |  |  |  |  |  |  |  |  |  |  |  |  |  |  |  |  |  |  |  |  |  |  |
| Dewey Riley        | David Arquette         | David Arquette         | David Arquette         | David Arquette         | David Arquette         |                        | David Arquette         |  |  |  |  |  |  |  |  |  |  |  |  |  |  |  |  |  |  |  |  |  |  |  |  |  |  |  |  |  |  |  |  |  |  |  |  |  |  |  |  |  |  |  |  |  |  |  |  |  |  |  |  |  |  |
| Gale Weathers      | Courteney Cox          | Courteney Cox          | Courteney Cox          | Courteney Cox          | Courteney Cox          | Courteney Cox          | Courteney Cox          |  |  |  |  |  |  |  |  |  |  |  |  |  |  |  |  |  |  |  |  |  |  |  |  |  |  |  |  |  |  |  |  |  |  |  |  |  |  |  |  |  |  |  |  |  |  |  |  |  |  |  |  |  |  |
| Randy Meeks        | Jamie Kennedy          | Jamie Kennedy          | Jamie Kennedy          |                        |                        |                        |                        |  |  |  |  |  |  |  |  |  |  |  |  |  |  |  |  |  |  |  |  |  |  |  |  |  |  |  |  |  |  |  |  |  |  |  |  |  |  |  |  |  |  |  |  |  |  |  |  |  |  |  |  |  |  |
| Cotton Weary       | Liev Schreiber         | Liev Schreiber         | Liev Schreiber         |                        |                        |                        |                        |  |  |  |  |  |  |  |  |  |  |  |  |  |  |  |  |  |  |  |  |  |  |  |  |  |  |  |  |  |  |  |  |  |  |  |  |  |  |  |  |  |  |  |  |  |  |  |  |  |  |  |  |  |  |
| Billy Loomis       | Skeet Ulrich           |                        |                        |                        | Skeet Ulrich           | Skeet Ulrich           |                        |  |  |  |  |  |  |  |  |  |  |  |  |  |  |  |  |  |  |  |  |  |  |  |  |  |  |  |  |  |  |  |  |  |  |  |  |  |  |  |  |  |  |  |  |  |  |  |  |  |  |  |  |  |  |
| Stu Macher         | Matthew Lillard        |                        |                        |                        |                        |                        | Matthew Lillard        |  |  |  |  |  |  |  |  |  |  |  |  |  |  |  |  |  |  |  |  |  |  |  |  |  |  |  |  |  |  |  |  |  |  |  |  |  |  |  |  |  |  |  |  |  |  |  |  |  |  |  |  |  |  |
| Roman Bridger      |                        |                        | Scott Foley            |                        |                        |                        | Scott Foley            |  |  |  |  |  |  |  |  |  |  |  |  |  |  |  |  |  |  |  |  |  |  |  |  |  |  |  |  |  |  |  |  |  |  |  |  |  |  |  |  |  |  |  |  |  |  |  |  |  |  |  |  |  |  |
| Ghostface          | Roger L. Jackson (voz) | Roger L. Jackson (voz) | Roger L. Jackson (voz) | Roger L. Jackson (voz) | Roger L. Jackson (voz) | Roger L. Jackson (voz) | Roger L. Jackson (voz) |  |  |  |  |  |  |  |  |  |  |  |  |  |  |  |  |  |  |  |  |  |  |  |  |  |  |  |  |  |  |  |  |  |  |  |  |  |  |  |  |  |  |  |  |  |  |  |  |  |  |  |  |  |  |
| Martha Meeks       |                        |                        | Heather Matarazzo      |                        | Heather Matarazzo      |                        |                        |  |  |  |  |  |  |  |  |  |  |  |  |  |  |  |  |  |  |  |  |  |  |  |  |  |  |  |  |  |  |  |  |  |  |  |  |  |  |  |  |  |  |  |  |  |  |  |  |  |  |  |  |  |  |
| Kirby Reed         |                        |                        |                        | Hayden Panettiere      |                        | Hayden Panettiere      |                        |  |  |  |  |  |  |  |  |  |  |  |  |  |  |  |  |  |  |  |  |  |  |  |  |  |  |  |  |  |  |  |  |  |  |  |  |  |  |  |  |  |  |  |  |  |  |  |  |  |  |  |  |  |  |
| Judy Hicks         |                        |                        |                        | Marley Shelton         | Marley Shelton         |                        |                        |  |  |  |  |  |  |  |  |  |  |  |  |  |  |  |  |  |  |  |  |  |  |  |  |  |  |  |  |  |  |  |  |  |  |  |  |  |  |  |  |  |  |  |  |  |  |  |  |  |  |  |  |  |  |
| Samantha Carpenter |                        |                        |                        |                        | Melissa Barrera        | Melissa Barrera        |                        |  |  |  |  |  |  |  |  |  |  |  |  |  |  |  |  |  |  |  |  |  |  |  |  |  |  |  |  |  |  |  |  |  |  |  |  |  |  |  |  |  |  |  |  |  |  |  |  |  |  |  |  |  |  |
| Tara Carpenter     |                        |                        |                        |                        | Jenna Ortega           | Jenna Ortega           |                        |  |  |  |  |  |  |  |  |  |  |  |  |  |  |  |  |  |  |  |  |  |  |  |  |  |  |  |  |  |  |  |  |  |  |  |  |  |  |  |  |  |  |  |  |  |  |  |  |  |  |  |  |  |  |
| Chad Meeks-Martin  |                        |                        |                        |                        | Mason Gooding          | Mason Gooding          | Mason Gooding          |  |  |  |  |  |  |  |  |  |  |  |  |  |  |  |  |  |  |  |  |  |  |  |  |  |  |  |  |  |  |  |  |  |  |  |  |  |  |  |  |  |  |  |  |  |  |  |  |  |  |  |  |  |  |
| Mindy Meeks-Martin |                        |                        |                        |                        | Jasmin Savoy Brown     | Jasmin Savoy Brown     | Jasmin Savoy Brown     |  |  |  |  |  |  |  |  |  |  |  |  |  |  |  |  |  |  |  |  |  |  |  |  |  |  |  |  |  |  |  |  |  |  |  |  |  |  |  |  |  |  |  |  |  |  |  |  |  |  |  |  |  |  |
| Richie Kirsch      |                        |                        |                        |                        | Jack Quaid             | [ 25 ]                 |                        |  |  |  |  |  |  |  |  |  |  |  |  |  |  |  |  |  |  |  |  |  |  |  |  |  |  |  |  |  |  |  |  |  |  |  |  |  |  |  |  |  |  |  |  |  |  |  |  |  |  |  |  |  |  |

La intención de Wes Craven era la de contratar a actores relativamente desconocidos que no hubieran tenido un gran éxito en la industria del cine como hizo con A Nightmare on Elm Street en la que aparecía Johnny Depp y Shocker en la que aparecía Peter Berg. Sin embargo, la decisión fue la de contratar a actores que ya tuvieran un currículum de trabajo amplio, cambiando la tendencia anterior en las películas de terror en cuanto no se contrataba a actores conocidos. Craven creyó que su presupuesto era inadecuado para asegurarse de tener a los actores que querían contratar pero sintió que la presencia de Drew Barrymore hizo a los demás actores querer formar parte de la película y aceptar un salario menor.

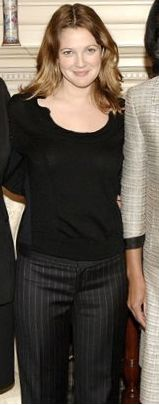
Drew Barrymore finalmente realizó el papel de Casey Becker aunque fue contratada para el papel de Sidney Prescott.

Inicialmente Drew Barrymore después de leer el guion se ofreció a la productora y fue contratada para hacer el papel de Sidney Prescott. Sin embargo, a medida que pasaba el tiempo empezaron a surgir conflictos con su compromisos personales y esto se tradujo en que no pudo permanecer en el papel principal de la película así que voluntariamente decidió protagonizar un papel más pequeño, Casey Becker quien muere al principio de la película. La producción sintió que el matar a una actriz del estatus de Barrymore sería un riesgo pero pensó que sería chocante para la audiencia quienes creerían que ningún otro personaje estaría a salvo. Después de que Barrymore cambiara su personaje, Alicia Witt y Brittany Murphy se presentaron para el papel principal y la producción también consideró contactar con Reese Witherspoon. Finalmente el papel fue ofrecido a Neve Campbell después de que el director la viera en Party of Five, creyendo que podría encarnar a un personaje «inocente» pero también capaz de sobrellevar las pruebas físicas y psíquicas que se le presentan. Aunque algo reticente a interpretar un papel en otra película de terror tan pronto después de The Craft, Campbell eligió hacer Scream ya que sería su primer papel protagonista y «adoraba» el personaje diciendo que «es un personaje fantástico para cualquier tipo de película»." La producción quería para el personaje de Gale Weathers una cara reconocible ofreciéndoselo a Brooke Shields y Janeane Garofalo. Courteney Cox Arquette quien interpretaba un personaje en la NBC en la serie Friends en ese momento no fue tomada en cuenta en un principio debido al tipo de personaje amable que interpretaba. Sin embargo, Cox trabajó duro para obtener el personaje por esa razón, deseando interpretar a un tipo de personaje como el de Gale Weathers, sus esfuerzos dieron sus frutos finalmente cuando fue contratada. Las actrices Melinda Clarke y Rebecca Gayheart audicionaron para el papel de Tatum Riley antes de que Rose McGowan fuera contratada por interpretar mejor la naturaleza del personaje. Se creyó que el fuerte reparto femenino: Campbell, Barrymore, Cox y McGowan ayudaría a atraer a la audiencia femenina a ver la película.
Kevin Patrick Walls quien interpretó al novio de Barrymore, Steve Orth, en la secuencia inicial de Scream fue uno de los candidatos finales para interpretar al novio de Sidney, Billy Loomis, junto a Justin Whalin antes de que lo ganara Skeet Ulrich. Campbell y Ulrich ya habían trabajado juntos en The Craft lo que creyeron que ayudaría a enriquecer la relación entre Sidney y Billy. A David Arquette también se le ofreció el papel de Billy Loomis pero en lugar de eso quería el papel de Dewey. El papel fue interpretado por Arquette de otra forma a como lo escribió Craven, pero a éste le gustó la idea y lo contrató para el papel. Matthew Lillard fue contratado por azar cuando acompañó a su entonces novia a una audición donde la directora de casting de Scream Lisa Beach lo vio y le pidió que hiciera la prueba donde se aseguró el papel de Stu Macher. El papel de Randy Meeks fue disputado entre Jamie Kennedy y Breckin Meyer pero la producción prefería a Kenney. El estudio quería a un actor con más fama antes del papel de Scream pero la producción quería a Kenney para el papel y luchó para mantenerlo en el papel. Roger L. Jackson, la voz del personaje Ghostface fue seleccionado después de varias semanas en un casting local en Santa Rosa. La producción tenía la intención de utilizar su voz de forma temporal pero finalmente decidió que era perfecto para el papel. De manera intencional se le prohibió que conociera a algunos miembros del reparto durante las tres primeras películas para así hacer las escenas más reales no pudiendo atribuirle una cara a la amenazante voz. Las llamadas hechas por el personaje fueron llamadas reales realizadas en el plató por Jackson a los personajes, intentando así añadirle realismo a la interacción entre su personaje y los personajes que estaban siendo amenazados en la escena.
Para Scream 2, Campbell había sido contratada para una posible secuela mucho antes de que empezara a filmarse Scream. Sin embargo, los actores que interpretaban a personajes que sobrevivieron a la primera película tuvieron la opción de aparecer en la secuela después de saber que personajes tendrían la oportunidad de hacerlo. En varias entrevistas, el equipo de producción de Scream 2 afirmó que creyeron que el papel de Barrymore en Scream añadió un elemento de seriedad al género que hizo que algunos actores reticentes a tomar papeles en películas de terror firmaran para Scream 2. Muchos de los actores envueltos como Campbell, Cox, Sarah Michelle Gellar y Jerry O'Connell estaban interpretando papeles en sus propias series de televisión en ese momento lo que hizo que adoptar fechas de rodaje fuera especialmente difícil. Específicamente Gellar había terminado de trabajar en otra película de Williamson I Know What You Did Last Summer (1997) que se estrenó dos meses antes de Scream 2. Admitió en las entrevistas que firmó para Scream 2 si haber leído el guion debido al éxito de la primera película. Craven se tomó el esfuerzo de trabajar en la película a pesar de tener unas agendas apretadas como un cumplido a la calidad de la película. Para obtener el papel de Derek, O'Connel y otros candidatos tuvieron una audición repitiendo una escena de la película donde el personaje canta «I think i love you». El reparto terminó de completarse con Laurie Metcalf, que había terminado de rodar nueve años en la popular serie Roseanne, Lewis Arquette, padre de David Arquette, Jada Pinkett y Timothy Olyphant en lo que fue su primer papel protagonista en una película. Rebecca Gayheart quien había audicionado infructuosamente para el papel de Tatum Riley en Scream se presentó para el papel de Hallie, Cici Cooper y Maureen Evans antes de ser contratada para interpretar el papel de la hermana de sorodidad Lois.

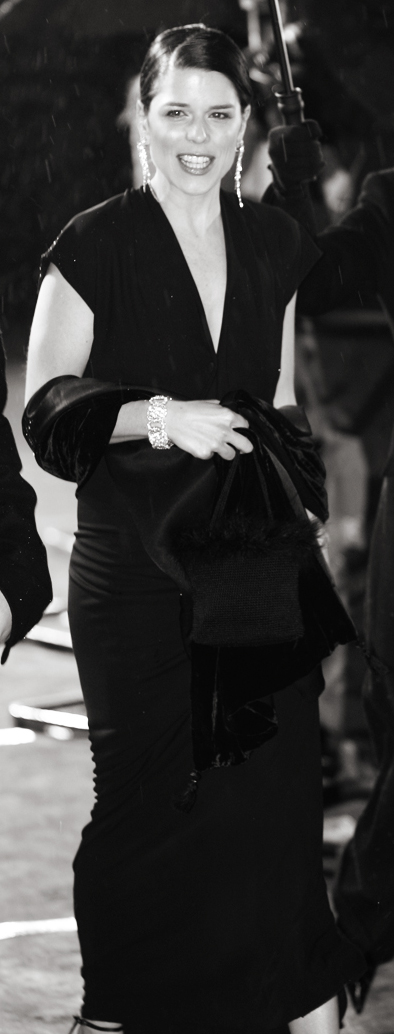
Neve Campbell interpretaría finalmente el papel de Sidney Prescott.

Para Scream 3, Craven afirmó en una entrevista que no fue difícil el convencer al reparto central para que volvieran para una tercera película pero que su floreciente fama y ocupadas agendas hizo que fuera difícil concertar fechas para la producción de la película. En particular Campbell solo estaba disponible durante 20 días de rodaje lo que supuso una reducción de las apariciones de su personaje, centrándose así en los personajes de Cox y Arquette. Emily Mortimer fue contratada como Angelina Tyler pero poco después de empezar a rodar se descubrió que le faltaba el permiso para trabajar así que tuve que volar a Vancouver (Washington) para obtener uno. Carrie Fisher realizó un cameo en la película sugerido por Bob Weinstein y Fisher le ayudó a escribir el personaje. Kelly Rutherford fue contratada después de empezar a rodar mientras la producción sufría constantes reescrituras y la primera escena pasó de necesitar solo un cadáver femenino a necesitar a una actriz que interpretara un papel para interactuar con Schreiber. En una entrevista en el 2009 Matthew Lillard, quien había interpretado a Stu Macher en Scream dijo que había firmado para retomar su papel en Scream 3 como el principal antagonista pero que después de que el guion se moviera hacia otra dirección sin su personaje fue borrado del contrato.
Cuando se anunció la producción de Scream 4, al principio Campbell rechazó retomar el papel de Sidney forzando que los primeros guiones no tomaran en consideración su presencia. Sin embargo, en septiembre de 2009, Campbell, Cox y Arquette fueron todos confirmados para retomar el papel de Sidney, Gale y Dewey respectivamente, con el compromiso de Jackson en julio de 2010. Continuando con la tendencia de Scream, la producción contrató a un reparto popular y ya establecido Hayden Panettiere, Rory Culkin, Anna Paquin, Kristen Bell y Emma Roberts. Roberts fue contratada para interpretar a Jill, la prima de Sidney Prescott, ganando a Ashley Greene. Lake Bell y Lauren Graham fueron contratadas para la película pero finalmente salieron del reparto al principio de la producción, Bell confirmaría que fue por motivos de agenda. Nico Tortorella se presentaría cinco veces a las audiciones para asegurar el papel de Trevor, el exnovio del personaje Jill Robert, reinterpretando una escena de Scream donde el personaje Billy Loomis revela que es uno de los asesinos.

## Producción

### Escritura
Scream (1996) fue concebida bajo el título de Scary movie por el escritor Kevin Williamson como un guion de 18 páginas inspirado en una serie de asesinatos llevados a cabo por Gainesville ripper que Williamson había visto en una noticia y por su propia experiencia cuando en casa de unos amigos y solo descubrió una ventana que no estaba cerrada y de cuya apertura no se había dado cuenta. El enfoque cubriría lo que llegó a ser la secuencia inicial de Scream con Drew Barrymore. Williamson empezó a expandir ese guion hasta convertirlo en Scream ya que el guion previo Teaching Mrs. Tingle estaba en desarrollo, escribiéndolo solo en tres días en Palm Springs y presentándolo a su agente en junio de 1995 para así venderlo. Acompañando al guion había dos pares de cinco páginas con esbozos sobre posibles secuelas de la película, Williamson lo hizo así para promocionar mediante una serie de películas la venta de su guion. Williamson afirmaría más tarde que escribió el guion porque era una película que el quería ver y que «nadie más estaba haciendo». El guion era autorreferencial, con unos personajes que veían películas de terror y conocían las convenciones del género y con numerosos homenajes a varias cintas de terror anteriores de las que Williamson dijo haberse inspirado, incluyendo las franquicias de Halloween, Viernes 13, A nightmare on Elm Street y Prom night.

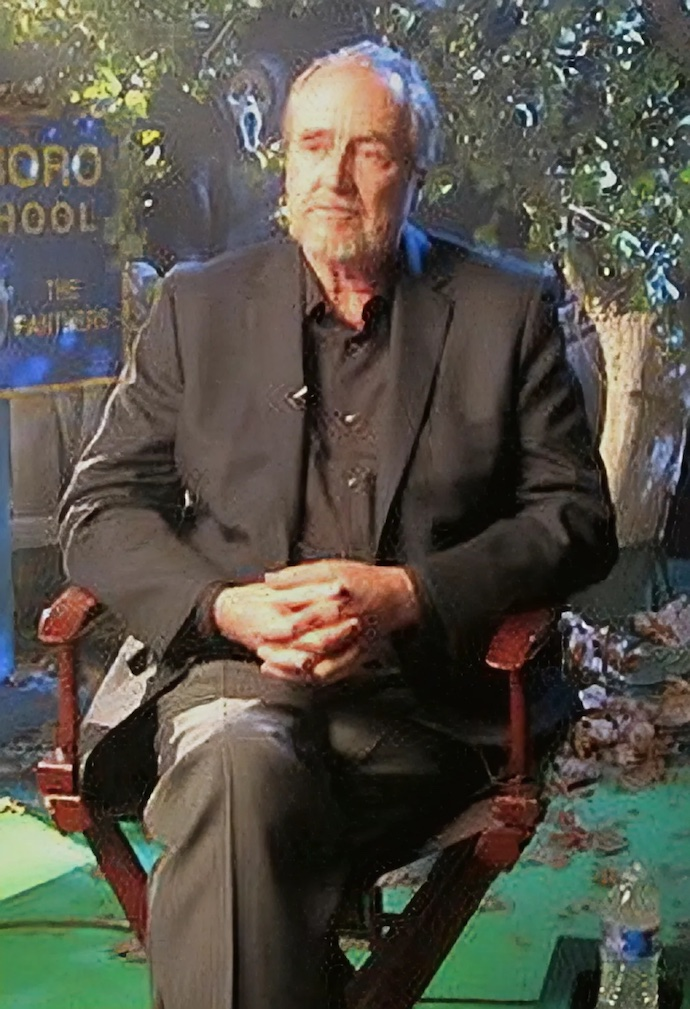
Wes Craven, director de Scream 1 y sus secuelas. A fecha de 13 de junio de 2013 Scream 4.

Muy pronto se le comentó a Williamson a través de su agente, Rob Paris, que tanta violencia y gore en su guion haría «imposible» su venta y después de su compra por Miramax se le pidió que retirara muchas de las escenas más gores. Sin embargo, una vez que Craven fue confirmado para el papel de director se le permitió rodar mucho del contenido que había sido eliminado. Williamson quería eliminar una escena que se llevaba a cabo dentro del baño del instituto creyendo que era difícil pero Craven la guardó para su grabación creyendo que tenía potencial. Williamson confirmaría después que se sentía feliz de que Craven lo hubiera hecho. La muerte del Director Himbry fue añadida como petición de Bob Wieinstein que se dio cuenta de que había treinta páginas -treinta minutos en pantalla- sin que se llevara a cabo una muerte. Más tarde, esto, ayudaría a Williamson que no sabía cómo encontrar una motivación para que los personajes se fueran de la fiesta de la parte final de la película, y ahora tenían un motivo al encontrar el cuerpo del Director Himbry. Cuando se escribió la parte final, Williamson no estaba muy seguro de qué decir sobre la motivación de los asesinos o si darles alguno. Las opiniones estaban divididas entre el personal que trabajaba para la película, algunos sentían que el motivo era necesario para que la audiencia diera un final a la película mientras que otros sentían que daba más miedo el hecho de no darles uno. Finalmente, Williamson decidió hacer ambas soluciones, por un lado le dio a Billy Loomis el motivo de ser abandonado por su madre mientras que a Stu Macher no le dio ningún motivo, en lugar de eso hizo que bromeara sugiriendo «por presión».
Después de la publicación de Scream, Williamson confirmó que consideró el concepto para una secuela donde Sidney Prescott iría a la Universidad y un asesino que copia a los anteriores criminales de Scream empieza a acosarla. Dimension Films aceptó proceder con la secuela en marzo de 1997, momento en el que Williamson había escrito 42 páginas del nuevo guion. En julio de 1997 se empezó a grabar Scream 2, pero su guion completo fue filtrado en Internet revelando el contenido de la trama incluyendo su final y la identidad de los asesinos. Como resultado, la producción se vio forzada a continuar grabando solo con un guion parcial ya que Williamson empezó a reescribirlo, cambiando el final, las víctimas de los asesinos y la identidad de estos. Para preservar que la identidad de los asesinos o información importante sobre la trama se volviese a filtrar, a los actores no se les dieron las últimas páginas del guion hasta semanas antes de la grabación y las páginas que revelaban la identidad de los asesinos solo fueron entregadas el día en el que la escena fue grabada. La agenda más corta de producción de Scream 2 y su colaboración en otros trabajos significó que el guion final de Williamson fuera detallado en algunas partes pero sin información en otras, siendo la intención de Craven la de llenar esos huecos en el plató.
Bob y Harvey Weinstein contactaron con Williamson para que escribiera un guion en 1999 sobre Scream 3 pero en ese momento estaba envuelto en la escritura y dirección de su propio guion Teaching Mrs. Tingle y desarrollando la serie de televisión Wasteland. Incapaz de escribir un guion completo, Williamson les proveyó de un bosquejo para la película que incluía la grabación de una película dentro de una película Stab 3, basada en los asesinatos acontecidos dentro de las otras películas en la ciudad ficticia de Woodsboro del Scream original. se contrató al escritor de Arlington Road Ehren Kruger para que desarrollara el guion utilizando las notas de Williamson, aunque Kruger admitió que al no haber estado envuelto en las otra películas le fue difícil desarrollar la verdadera personalidad de los personajes. Los primeros guiones de Kruger presentaban a Sidney Prescott como a Sarah Connor de Terminator 2 punto en el que Craven intervendría para que el personaje fuera más cercano a las películas anteriores. Kruger admitió que Craven intervino en la escritura del guion aunque no figuró en los créditos. El guion de Kruger diferiría del original de Williamson incluyendo la eliminación de uno de los asesinos y la inclusión de la muerte de Cotton Weary que inicialmente no aparecía en la película. Adicionalmente, la localización de la película cambiaría de Woodsboro a Hollywood ya que Kruger creyó que los personajes deberían moverse a sitios mayores desde el Instituto, a la Universidad y a Hollywood. Sin embargo, también se consideró que el crear escenas violentas conteniendo asesinatos dentro y alrededor del Instituto ficticio de Woodsboro crearía similitudes con la masacre del Instituto de Columbine que había ocurrido en menos de un año después de que se estrenase la película. Se le dio más énfasis al humor sobre la violencia y tuvo menos éxito tanto financieramente como de crítica que las otras películas.

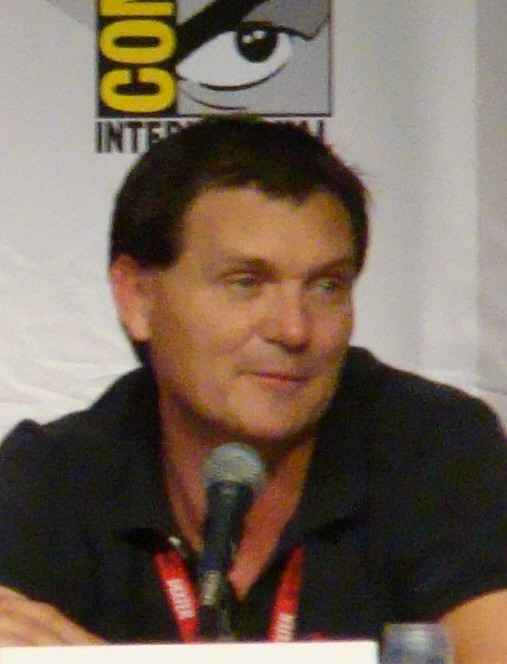
Kevin Williamson guionista de la serie cinematográfica.

Casi diez años después de la última parte, a finales de 2009, Williamson escribió un concepto para una nueva parte y contactó con Bob Weinstein quien, después de escuchar su conversación, le dijo a Williamson que empezara a escribir un guion para lo que vendría a ser finalmente Scram 4. Campbell al principio rechazó volver a la franquicia para Scream 4 forzando que los primeros guiones no contaran con ella y centrándose más en los personajes de Cox y Arquette. Las primeras versiones del guion tendrían a Campbell siendo atacada y asesinada en la secuencia inicial, un punto clave para Weinstein que tendría que eliminarlo, mientras que otra versión tendría a Cox y a Arquette siendo padres, pero también fue eliminado ya que se creyó que tener un hijo sería incompatible con el contexto de la película. Después de que Williamson fuera forzado a dejar la producción debido a su trabajo en The Vampire Diaries, bajo amenaza de acción legal, la controversia llegó en junio de 2010 cuando el escritor de Scream 3 Ehren Kruger fue llevado ante Weinstein para reescribir el guion de Williamson, acerca de lo que Craven dijo que se había «perdido el control» de la historia. Más tarde diría que a pesar de las reescrituras aún eran los personajes y el guion de Williamson. Weinstein aclararía que a Kruger se le pidió que puliera los diálogos pero que su contribución a la escritura no tuvo la misma extensión que en Scream 3. Para preservar el guion de posibles filtrados y la identidad del asesino, solo se le dio al reparto 75 páginas de las 140 del guion completo. Como las dos anteriores partes del conjunto, el guion sufrió reescrituras a veces con páginas que solo estaban preparadas el día en el que se rodaba la escena.

### Desarrollo
El guion de Scream (1996), entonces conocido como Scary movie se puso a la venta un viernes y a las 08:00 del lunes siguiente se vio envuelto en una guerra de pujas de varios estudios incluyendo Paramount Pictures, Universal Pictures y Morgan Creek. Cathy Konrad avisaría a Bob Weinstein del hecho. Finalmente las pujas llegarían a un nivel que alcanzaría a Oliver Stone, quien en ese momento trabajaba para Cinergi Pictures, y Weinstein para Miramax. Williamson accedió a un acuerdo con Miramax por la cantidad de 400.000 dólares más un contrato para dos secuelas y una tercera película, no relacionada con la franquicia, creyendo que su productora, Dimension Films, produciría Scream inmediatamente y sin ningún tipo de restricción. Pronto, Wes Craven fue contactado pero estaba ocupado con el remake de The Haunting así que se contactó con otros directores como Robert Rodriguez, Danny Boyle, George Romero y Sam Raimi. Williamson y Weinstein tuvieron reticencias para contratar a esos directores ya que la interpretaron como una comedia, afirmando que «no la habían entendido». Craven fue contactado pero dejó pasar la película varias veces, queriendo alejarse del género, pero se animó una vez que Drew Barrymore estuvo envuelta, creyendo que sería diferente a sus anteriores películas si una actriz reconocida estaba envuelta en la película. Finalmente, la producción The Haunting, en ese momento, no se llevó a cabo y Craven estaba disponible para dirigirla. Casi al final de la producción de las películas, los hermanos Wienstein cambiaron el título de Scary movie a Scream inspirados por la canción del mismo nombre de Michael Jackson ya que Bob Weinstein pensó que Scary movie no iba bien con la película al contener elementos de sátira y comedia. El cambio no gustó ni a Williamson ni a Craven considerándolo «estúpido» pero más tarde afirmarían que fue un cambio positivo.
Después de un visionado exitoso en un preestreno con una audiencia seleccionada y los ejecutivos de Miramax, tanto Williamson como Craven ofrecieron un contrato de dos películas para dos secuelas de Scream, a Williamson ya se le había ofrecido un contrato de tres películas no relacionadas con la franquicia. Bob Weinstein fijó el estreno de la película para el 20 de diciembre de 1996, fecha con la que algunos estuvieron en desacierto ya que era la temporada navideña cuando las películas de temporada y familiares eran más importantes. Weinstein creyó que ese hecho era importante ya que los fanes de las películas de terror y los adolescentes no tenían nada interesante que ver. Cuando en la primera semana Scream solo recaudó 6 millones de dólares, se consideró que se falló en la elección de la fecha, pero la semana siguiente no se bajó sino que se aumentó y continuó la siguiente semana, recaudando un total de 100 millones de dólares en los Estados Unidos. Mientras que la recaudación de taquilla de Scream aumentaba, surgió una demanda por parte de Sony Pictures hacia Dimension Films que argumentaba que el título Scream era demasiado similar a la película de Sony llamada Asesinos cibernéticos (1995)(Screamers en inglés). El caso fue resuelto fuera de la corte, los detalles serían desconocidos, pero la productora Marianne Maddalena confirmaría que la producción podría utilizar el actual y potencial, en el futuro, título de Scream 2 y Scream 3.
En 1997 se consideró hacer una secuela después de que la primera película alcanzara una recaudación de más de 50 millones de dólares en su primer mes. Scream 2 (1997) fue aceptada en marzo de 1997 con un presupuesto de 24 millones de dólares, y fue estrenada antes del aniversario de la primera película. La producción de la película sufrió un duro revés cuando el guion fue filtrado revelando detalles del argumento incluyendo la identidad de los asesinos, dando como resultado que el guion fuera modificado para cambiar varios detalles. En una entrevista, Craven habló sobre la agenda tan rápidamente llevada de la película, empezando en julio de 1997 con diciembre como fecha del estreno, con muchas de las escenas en el guion explicadas vagamente viéndose forzado a desarrollar las escenas en el plató. Se consideraron varios títulos para la secuela en diferentes momentos de la producción, incluyendo Scream again, Scream louder y Scream: the sequel antes de que el estudio decidiera llamarla simplemente Scream 2.
Scream 3 (2000) fue estrenada solo dos años después de Scream 2 con Craven en la dirección con un presupuesto aumentado de 40 millones de dólares. Poco después de que empezara la producción de la película, ocurrió el incidente de la masacre de Columbine y se llevó a cabo un aumento de la censura en los medios y su efecto en las personas, particularmente en las películas. Se consideró si el estudio debería haber seguido con la producción de otra película después del incidente y finalmente se decidió que sí, aunque con cambios. El estudio decidió cortar las escenas de violencia y gore dándole más énfasis al humor. Llegado un momento en la producción, el estudio pidió que la película no incluyera ni sangre ni violencia pero Craven intervino afirmando que la violencia tampoco debió de incluirse en las primeras Scream o debería haberse llamado de otra forma. Como con la producción de Scream, Craven diría de nuevo en una entrevista que los problemas con la censura y MPAA le hicieron plantearse dejar el género del terror.
La producción de una nueva película, Scream 4 (2011) fue anunciada en julio de 2008 por The Weinstein Compnay quien contactó con Williamson para que escribiese un nuevo guion, con la intención de crear una nueva trilogía de Scream si la cuarta parte tenía éxito. A finales de 2009, Williamson llegó a desarrollar una idea para la película y potenciales secuelas y empezó a trabajar en el guion. A la película se le dio un presupuesto de 40 millones y el reparto principal había firmado en septiembre de 2009 seguido por Craven como director en marzo de 2010. En mayo de 2010, Cathy Konrad, productora de las primeras tres películas presentó una demanda de 3 millones contra The Weinstein Company acusándoles de violar el acuerdo por el cual su compañía, Cat Entertainment, tendría los derechos para producir todas las películas de Scream para así ahorrar costes contratando a un productor más barato —la mujer de Craven Iya Labunka, no mencionada en la demanda—. En abril de 2011, se dio la noticia de que Weinstein se había arreglado con Conrad fuera de los juzgados, los detalles quedarían en secreto. Sin embargo, The Hollywood Reporter dijo que Conrad había recibido un pago en metálico y derecho a un porcentaje de los beneficios de Scream 4. Además, se le presentó como productor ejecutivo de la película. Williamson y Bob Weinstein llegaron a desacuerdos entre ellos durante la producción, Williamson citaría la dirección creativa como causa mientras que Weinstein le echaría la culpa al poco tiempo disponible para el desarrollo de la película. Williamson y Weinstein no se hablaron después de que Williamson dejara la producción, alegando otras responsabilidades, y no vio la versión finalizada de la película antes de su lanzamiento.

### Filmación

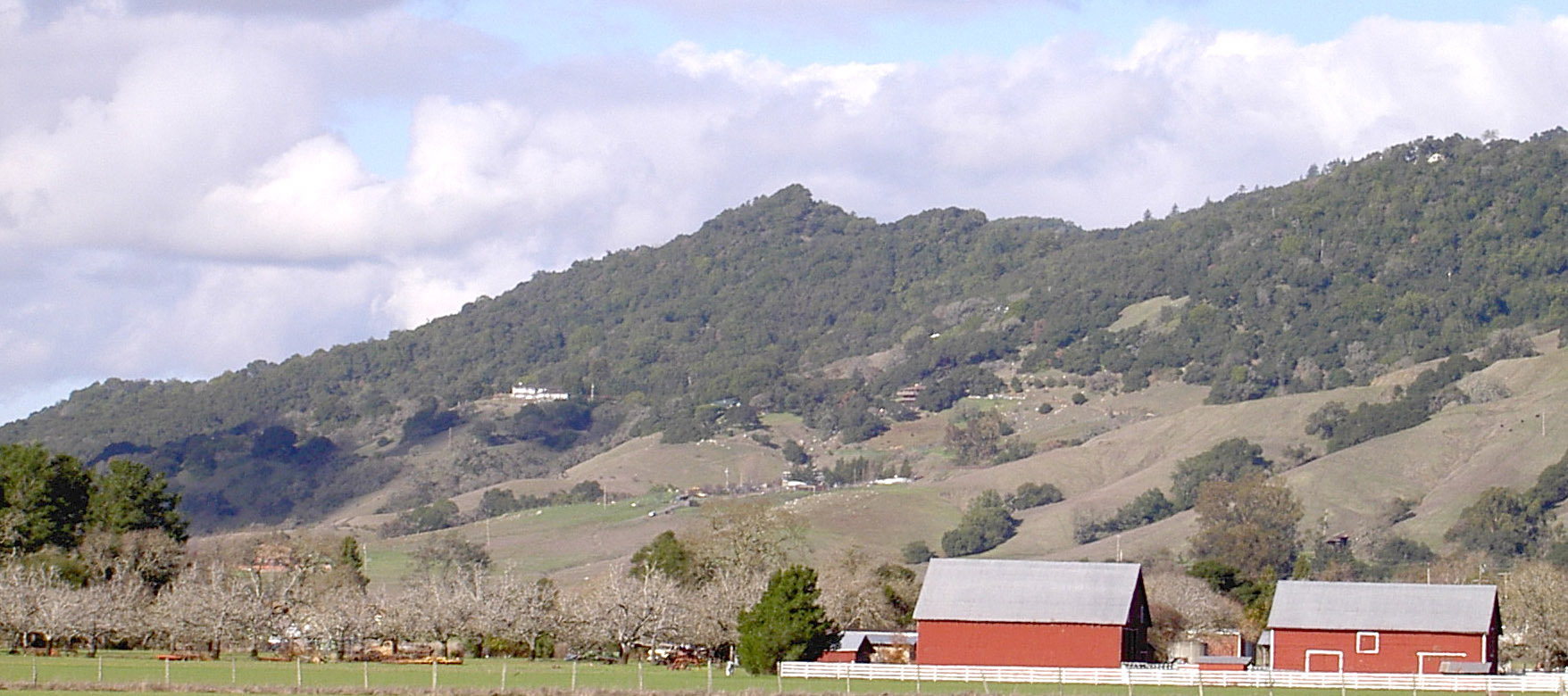
El rodaje de Scream se llevó a cabo en el Condado de Sonoma, California.

La grabación de Scream comenzó el 15 de abril de 1996 y terminó el 8 de junio de 1996. La grabación iba a tener lugar en Carolina del Norte pero no fue posible ya que no se encontraron localizaciones que no requiriesen de grandes construcciones o modificaciones para que cumplieran con los requisitos de la película. En lugar de ello la producción se trasladó a Vancouver (Washington) y Los Ángeles antes de descubrir Condado de Sonoma, California y las áreas que estaban en su interior, Santa Rosa (California), Healdsburg (California) y Bahía Tomales. La casa en la que aparece el personaje de Drew Barrymore está situada en Sonoma Mountain Road en frente de la casa utilizada para la película de terror Cujo (1983). Antes de comenzar la grabación, la producción contactó con el Santa Rosa High School para poder utilizarlo como Woodsboro High School. La organización del Instituto insistió en ver el guion y rechazó el contenido del diálogo de la película y el personaje mal hablado y agresivo del Director Himbry. La cuestión alcanzó a los periódicos locales quienes también criticaron pero entonces la producción recibió apoyo de los estudiantes del Instituto y de los residentes locales quienes apoyaban los beneficios económicos derivados de la grabación de la película y otros que defendían sus derechos de la Primera Enmienda. La oposición a la película llegó de los que deploraban su contenido violento contra los niños (adolescentes), ya que la zona sufrió del trágico secuestro y asesinato de Polly Klaas tres años antes. La cuestión dio lugar a un debate de tres horas el 16 de abril, un día antes de que comenzara la grabación. No queriendo retrasarse, Craven empezó la grabación como se tenía prevista el 15 con la secuencia inicial en la que aparecía Barrymore, escena que llevó cinco días ser completada. El resultado del debate en Santa Rosa fue que no se permitiría la grabación y la producción se vio obligada a encontrar otra localización para el Instituto, finalmente se ofreció el centro comunitario de Santa Rosa que aparece en Scream como el Woodsboro High School.
Para el asesino de la película, el guion de Williamson describía solo a Craven un «asesino enmascarado» obligando a él y a su equipo de diseño a crear el disfraz de Ghostface desde la nada para concebir la identidad del asesino. Mientras esperaban el permiso de Fun World, los creadores del diseño de la máscara de Ghostface, Craven hizo que el equipo de diseño KNB Effects creara una alternativa que fue utilizada en dos escenas antes de que fuese reemplazada por el diseño original de Fun World una vez que fue admitido su uso. A Bob Weinstein no le gustó el diseño creyendo que no daba miedo y el estudio, revisando las grabaciones sin editar y la secuencia inicial, se dieron cuenta de que estaba yendo en una dirección que no querían y hubo la posibilidad de que Craven fuera finalmente reemplazado. La tercera y última parte de la película, localizada en una fiesta en una casa, duraba unos cuarenta minutos y fue grabada en una propiedad vacía en Tomales en unas veintiún noches. La escena se consideró la más difícil de rodar ya que aunque se llevó a cabo en una sola localización mostraba las historias individuales y las muertes de varios personajes y además fue rodada de noche, con el debido parón cuando amanecía.
Después de que la grabación se terminará en junio, Craven editó durante dos meses la producción final, encontrándose repetidamente con conflictos con la calificación por edades del sistema de calificación por edades de Estados Unidos de América (MPAA), sobre todo por el contenido de las escenas, viéndose forzado a bajar el tono u obscurecer las escenas más intensas y la violencia para evitar una calificación de «no apto para menores de 17 años». Aunque Dimension Films había estrenado películas con esa calificación esto hizo a esas películas difíciles de distribuir y se notó en la audiencia y por ello querían una calificación menos restrictiva. Para una escena que aparece pronto en la película que envuelve la muerte de Casey Becker, Craven mintió a la MPAA diciendo que solo tenía una toma y no podría reemplazarla con algo menos intenso, para así mantenerla en la película. En entrevistas, Craven indicó que el conflicto llegó a tanto que, en su momento, consideró dejar de hacer películas de terror. En total, Craven envió ocho cortes diferentes a la MPAA antes de que Bob Weinsten interviniese y personalmente contactara con MPAA, creyendo que no habían entendido a qué género pertenecía Scream. Weinstein explicó a la organización que aunque estaba de acuerdo en que era intensa, también tenía elementos de comedia y satirizaba su contenido y no era solo una película de terror que glorificaba la violencia. La MPAA revisó su decisión y dio a la película un «no apto para menores de 17 años sin la presencia de un adulto» (R-Rating).7
La producción de una secuela, Scream 2 fue aceptada en marzo de 1997, la grabación empezó el 16 de julio de 1997 con un presupuesto de 24 millones de dólares terminando el 28 de agosto de 1997. La grabación se llevó a cabo mayormente en Atlanta durante cuatro semanas antes de moverse a Los Ángeles. Agnes Scott College en Atlanta UCLA en Los Ángeles fue utiliza para representar el ficticio Windsor College que aparece en la película. La escena inicial que muestra un preestreno de la película Stab fue filmada en tres días en el cine Vista de Sunset Drive Hollywood, el exterior en el cine Rialto en South Pasadena (California). Debido al gran número de extras presente en la escena, se filtraron detalles en Internet antes de que se completara la grabación de la película y Craven la citó como su primera experiencia de filtración de un argumento en internet. Después de su interacción con MPAA en Scream, Craven les envió una copia de la película que intencionadamente era más gráfica en la violencia de lo que esperaban estrenar, que mostraba al personaje de Omar Epps, Phil Stevens, siendo apuñalado en el oído tres veces y una escena extendida de la muerte de Randy Meeks. Su idea era que la MPAA le obligara a eliminar el contenido que la producción ya no quería mientras que mantenían el que sí querían. Sin embargo, la MPAA les dio un «no apto para menores de 17 años sin la presencia de un adulto», afirmando que sintieron que el mensaje de la película era importante. Después de la filtración de un guion durante los primeros días de grabación, la seguridad se incrementó significativamente centrándose en platós cerrados y restricciones de quien del personal podía estar presente durante la grabación, y tener acceso al guion con todos presentes conllevaba firmar un acuerdo de confidencialidad. El propio guion fue reimpreso en un papel especial que impedía hacer copias y fue muchas veces destruido después de su uso.

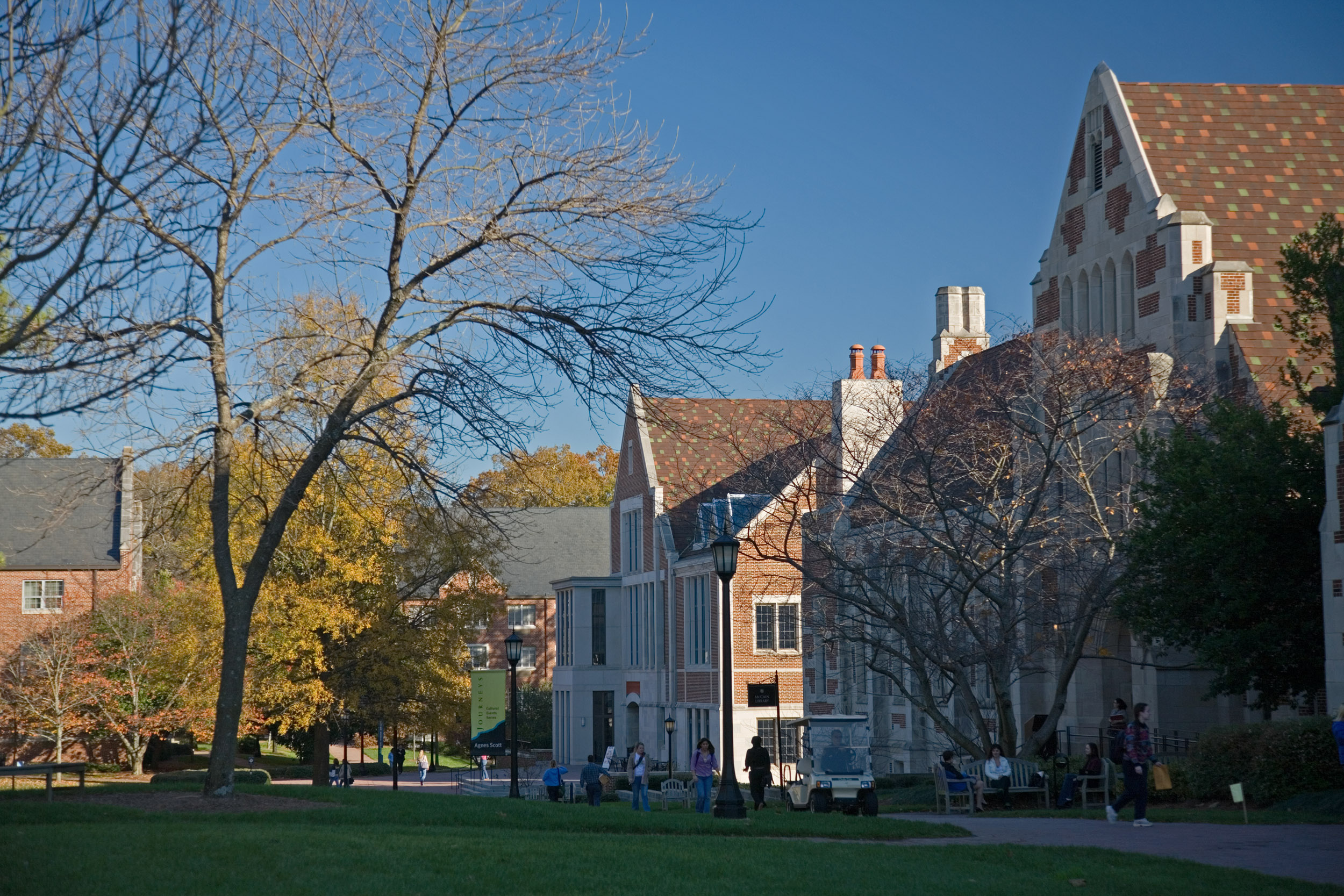
La representación de la ficticia Universidad Woodsboro en Scream 2 fue grabada en Agnes Scott College, Atlanta, Los Ángeles.

La grabación de Scream 3 empezó el 6 de julio de 1999 en y alrededor de Hollywood Los Ángeles, en las áreas de Valle de San Fernando, Parque MacArthur, Beverly Hills, Hollywood Hills y Silver Lake, con un presupuesto de 40 millones de dólares y concluyó el 29 de septiembre de 1999. La casa aislada del personaje de Campbell está situada en Topanga (California) y el personaje de Cox aparece por primera vez en un aula en UCLA. Una escena donde el personaje de Campbell es perseguida a través de un plató réplica de las localizaciones de Scream no estaba en el guion pero fue construido porque Craven quería revisitar la película original de alguna manera, después de lo cual escribió la escena en esa localización ficticia. Debido a los constantes cambios de guion para la película, el cual era solo utilizado el día de la grabación, la producción grabó mucha cantidad de material de diferentes variaciones de las mismas escenas para que, en caso de que hubiera cambios de guion, tener ya filmadas las escenas sin tener que estar grabando nuevo material. En concreto, la escena inicial tuvo tres variaciones y la escena de tres minutos del personaje de Randy Meeks tuvo tres horas de material grabado. El final también fue regrabado en enero de 2000, tres meses después de que finalizara la fotografía principal, añadiendo al personaje de Patrick Dempsey, Mark Kincaid, y al personaje de Campbell siendo golpeado y luego disparado por Ghostface después de que se decidiera que lo vencería fácilmente. Por lo tanto se grabaron tres escenas diferentes para el final de la película con el personaje de Dempsey, una sin él, una con el brazo vendado y otra con él en estado normal porque no estaban seguros de cómo terminaría el personaje.

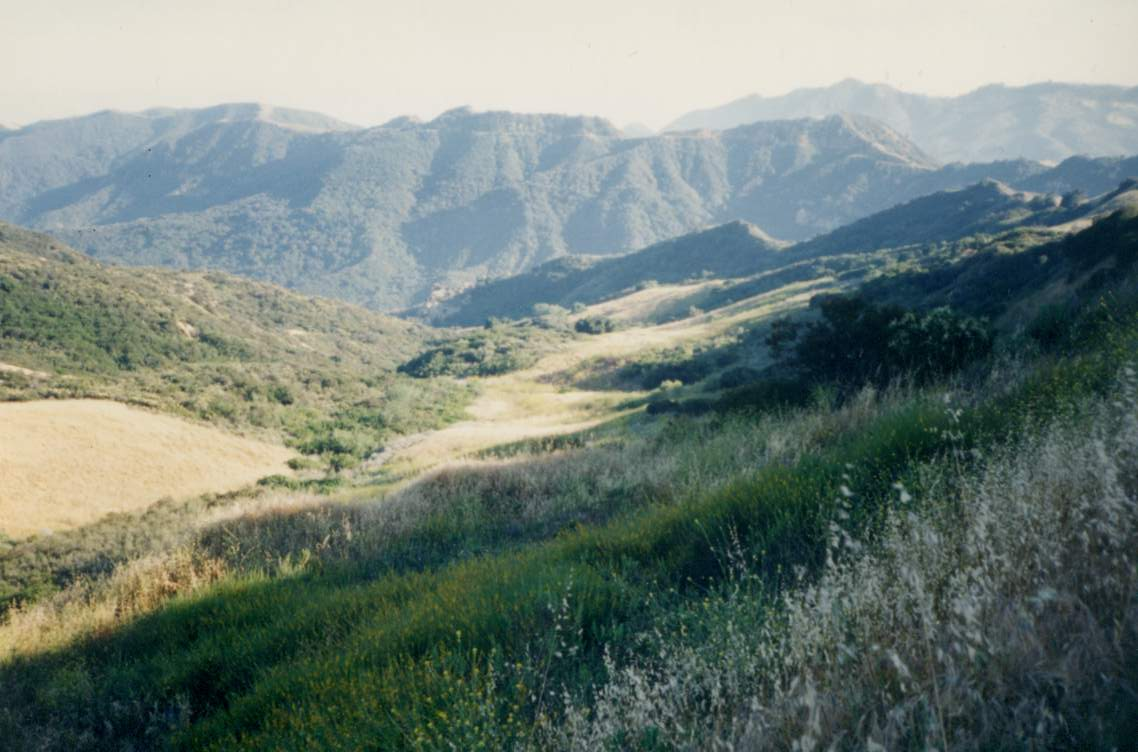
La casa aislada en la que vive Sidney Campbell en Scream 3 está localizada en Topanga, California.

La fotografía para Scream 4 comenzó el 28 de junio de 2010 con un presupuesto de 40 millones de dólares y terminó el 24 de septiembre de 2010. La grabación se llevó a cabo en Dearborn (Míchigan), Livonia (Míchigan) y Northville (Míchigan). En enero de 2011, hubo cuatro días adicionales en los que se regrabaron dos escenas después de un preestreno con público seleccionado —la escena inicial y una escena que se lleva a cabo en el parking con Alison Brie. Contra las críticas que decían que la película estaba en problemas debido a una respuesta no favorable del preestreno, el director Craven dijo:

No son regrabaciones, tuvimos un par de pre-estrenos y vimos momentos en los que se podía añadir escenas y vimos la oportunidad... Las dos escenas eran realmente buenas, pero vimos la manera de hacerlas espectaculares, así que pensamos, vamos a por ello. Eran momentos clave del guion, así que decidimos volver sobre nuestros pasos e ir a por ellos.

Craven alabó también el final de la película, nombrándolo como «muy bueno» y dijo que se quedó sin retocar como parte del proceso de regrabación. En una entrevista, Craven también subrayó que el guion era tan largo que filmaron muchas escenas que tuvieron que ser eliminadas del producto final para reducir el tiempo de duración.

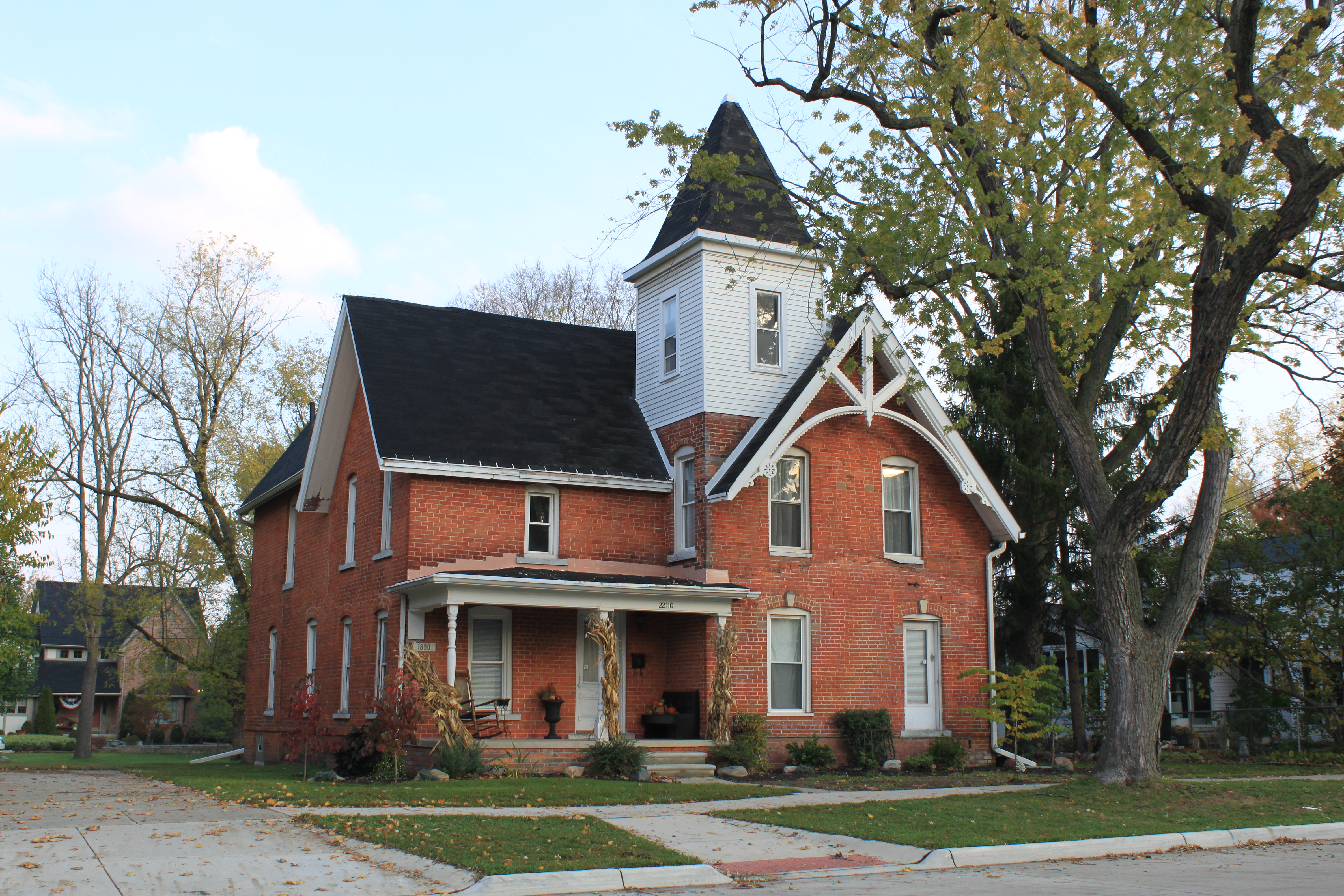
Una de las localizaciones de Scream 4 fue en Dearborn, Míchigan.

### Música
La banda sonora instrumental de Scream fue compuesta por Marco Beltrami, empezando en Scream en lo que fue su primera película. Beltrami fue introducido en la producción de Scream después de que la asistente de Craven, Julie Pleck, pidiera información en el ya desaparecido sitio web Hollywood Cafe, pidiendo opiniones sobre algo «nuevo», «fresco» y «maravilloso», fue entonces cuando varias personas le dieron el nombre de Beltrami. Craven recibió muestras de la obra de Beltrami y quedó impresionado por lo que escuchó, pidiendo que se presentara en el plató para que viera los primeros trece minutos de la película presentando la introducción y asesinato del personaje Casey Becker. Craven hizo que Beltrami produjera música basada en esa escena impresionando a Craven para contratarlo. Para Scream (1996), se tomó la decisión de intencionadamente utilizar música para elevar la tensión en escenas donde era innecesario, por ejemplo cuando se introducía a los personajes en situaciones donde la audiencia podía esperar que el asesino apareciera de repente, solo para no cumplir esa expectativa, parte del tema de la película era jugar con las convenciones del género de terror. Craven y el editor Patrick Lussier dieron consejos a Beltrami sobre cómo hacer la música durante las escenas tensas y de miedo ya que Beltrami no tenía experiencia previa en bandas sonoras instrumentales de terror. Beltrami dejó de lado intencionadamente las convencionales instrumentaciones del género de terror y se acercó a la película como si se tratara de una película del oeste, influenciado por Ennio Morricone, compositor prolífico de muchas películas del oeste, en la creación de la música de Scream. Grabando un tema para el personaje de Dewey, Beltrami se acercó a él como el sheriff pero también como un personaje peculiar, usando un acompañamiento al estilo Morricone para mantener el estilo de película del oeste. Una versión acústica de «Don't fear the reaper» de Blue Öyster Cult suena suavemente de fondo cuando discuten Sidney y Billy sobre su relación, lo que el analista Jeff Smith describe como:

Un comentario irónico sobre la brutalidad que acabamos de ver en la secuencia inicial. Más importante es que, sin embargo, la alusión al clásico Blue Öyster Cult retoma el título de la canción literalizando su significado. Mientras que el propio título invoca al Destripador como el símbolo popular de la muerte, la película nos lo presenta con una persona real, quien no solo se viste como el Destripador sino que también desata su venganza homicida hacia los otros personajes de la película. La ironía aquí, por supuesto, es que el propio Billy es uno de los dos asesinos y es, de hecho, el «Destripador» que ha de temerse.

La melodía del tema de Sidney Prescott, titulada «Sidney's lament» —El lamento de Sidney—, se convirtió en la canción símbolo de estas películas, con variaciones del tema apareciendo en Scream, Scream 2 y Scream 3. La canción tiene un coro femenino que transmite «pena» que representa el destino del personaje. En Scream, Beltrami dijo que la voz «hablaba» por el personaje, «lamentando» la pérdida de su madre. En las películas posteriores empezó a representar los asesinatos y el subsiguiente trauma que le infligían. Christian Clemmensen de Filmtracks nombró a la voz «evocadora» de la canción como la «voz de la franquicia». La canción «Sid wears a dress» —Sidney lleva un vestido— presenta al final de Scream 3 un apenado coro de «Lamento» para pasar gradualmente a representar «esperanza» para el futuro de los personajes después de la resolución de su historia en lo que era el final de la serie de películas. La voz femenina estaría acompañada por una voz de hombre por primera vez en «Pied a terror» en Scream 3 para representar al hermano del personaje.
Beltrami regresó para Scream 2 (1997) organizando la banda sonora instrumental aunque habría una inclusión de Danny Elfman en forma de coro en «Cassandra aria» —Aria de Cassandra—. Adicionalmente, extractos de la banda sonora de Hans Zimmer Broken Arrow (1996) aparecieron en la película, particularmente el trabajo con la guitarra de Duane Eddy, para el personaje de Dewey, reemplazando muchas de las canciones del original Scream. Beltrami explicó después que la pieza de Zimmer fue utilizada como base para el preestreno antes de que la banda sonora instrumental estuviera finalizada. La reacción del público reunido en el preestreno influenció al estudio para mantener la pieza de Zimmer, reduciendo el «Dewey's theme», el cual fue compuesto por Beltrami para ocupar su lugar, para usos menores durante las escenas más graves en las que estaba envuelto el personaje. La pieza de Zimmer seguiría siendo utilizada en Scream 3 durante escenas en las que estaban envueltos Dewey y Gale, Beltrami se la apropiaría y añadiría su propia influencia a la pieza para que encajara en la temática de la banda sonora instrumental de Scream 3.
Para Scream 3, Beltrami empleó siete orquestaciones para apoyar al extenso acompañamiento orquestal que aparece en la película. Adicionalmente, experimentó con nuevos estilos de sonido grabando instrumentos en circunstancias poco normales como insertando objetos en un piano y grabando a varias velocidades para crear sonido distorsionado y poco natural y modificando los resultados electrónicamente.

## Estreno

### Recaudación en taquilla
Scream está actualmente considerada como la segunda franquicia Slasher más taquillera de la historia, con un cúmulo de 895,3 millones de dólares entre sus 6 películas, solo detrás de Saw, pero aun así superando a franquicias míticas de los 80s como Friday The 13th, A Nightmare On Elm Street, Halloween y The Texas Chainsaw Massacre entre otras.
La más exitosa de toda la serie de películas es la primera, de 1996, que obtuvo 103 millones de dólares en Estados Unidos y Canadá, y 173 millones a nivel mundial. Unos miles de dólares atrás se encuentra Scream 2, con 101,4 millones de dólares en EE.UU y Canadá, y 172,4 millones en todo el mundo. Luego de los dos grandes éxitos de Scream en el 96 y Scream 2 en el 97, se estrenó Scream 3 en el 2000, siendo la menos taquillera en EE.UU y Canadá, hasta esa fecha donde obtuvo 89,1 millones de dólares, aunque aun así, logró conseguir el mejor debut para la franquicia a ese nivel, a nivel mundial también rebajó la taquilla, quedándose en 161,8 millones bajo un presupuesto de 40 millones. En 2011 se intentó darle continuidad a la franquicia, pero no funcionó del todo bien taquilleramente, y Scream 4 salió mal parada al no superar ni siquiera los 100 millones de dólares a nivel mundial bajo un presupuesto de 40 millones, además, fue toda una decepción en EE.UU y Canadá al no superar ni los 40 millones. En 2022 se volvió a intentar relanzar la franquicia bajo el título de Scream, para atraer a nuevas audiencias, y con un presupuesto reducido a 24 millones de dólares, y funcionó, fue todo un éxito, en EE.UU y Canadá recaudó 81,6 millones de dólares, muy buenas cifras teniendo en cuenta el panorama por la pandemia y omicron y el fracaso de Scream 4, a nivel mundial finalizó con 137,7 millones, por lo que Paramount, dio luz verde a Scream VI. El 10 de marzo se estrenó esta sexta entrega, que inició con 44,4 millones de dólares solo en EE.UU y Canadá, consiguiendo así, el récord más taquillero para la franquicia superando a Scream 3. Actualmente, va acumulando 100 millones en esos mercados, lo que significa que muy pronto superará a Scream 2 & Scream original para convertirse en la más taquillera a ese nivel. A nivel mundial, un final de 165 millones sería lo más acertado, quedando en tercera posición en la franquicia solo detrás de las dos originales.
A pesar de la competencia de otras películas durante su estreno, incluyendo Jerry Maguire de Tom Cruise y Mars Attacks! de Tim Burton, su fecha de estreno el 20 de diciembre, durante las vacaciones de Navidad, y la revista Variety tachando el proyecto como un fracaso antes de su estreno, Scream se convirtió en la sorpresa del año y siguió en los cines durante cerca de ocho meses. A finales de 1997, Scream 2 fue considerada con tal potencial de recaudación de taquilla que El mañana nunca muere película de James Bond y el futuro éxito Titanic de James Cameron cambiaron sus fechas de estreno del 12 de diciembre al 19 de diciembre para así no enfrentarse a la película de la franquicia. Con 33 millones de dólares, Scream 2 rompió el récord de estreno en fin de semana de diciembre por su recaudación en 1997 y lo mantuvo hasta el 15 de diciembre de 2000, siendo reemplazada por What Women Want (2000).
En 2023, la serie completa de películas de la franquicia Scream habría recaudado un total de 895,3 millones de dólares en todo el mundo.
| Película                                              | Fecha de estreno (Estados Unidos) | Presupuesto (estimado)  | Recaudación de taquilla   | Recaudación de taquilla   | Recaudación de taquilla   | Posición de recaudación | Posición de recaudación    | Posición de recaudación         |
| Película                                              | Fecha de estreno (Estados Unidos) | Presupuesto (estimado)  | Estados Unidos            | Extranjero                | Mundial                   | Año de estreno          | Al paso del tiempo en EEUU | Al paso del tiempo mundialmente |
| ----------------------------------------------------- | --------------------------------- | ----------------------- | ------------------------- | ------------------------- | ------------------------- | ----------------------- | -------------------------- | ------------------------------- |
| Scream                                                | 20 de diciembre de 1996           | 15 millones de dólares  | 103 millones de dólares   | 70 millones de dólares    | 173 millones de dólares   | #13                     | #735                       | #1,031                          |
| Scream 2                                              | 12 de diciembre de 1997           | 24 millones de dólares  | 101,4 millones de dólares | 71 millones de dólares    | 172,4 millones de dólares | #16                     | #762                       | #1,038                          |
| Scream 3                                              | 4 de febrero de 2000              | 40 millones de dólares  | 89,1 millones de dólares  | 72,7 millones de dólares  | 161,8 millones de dólares | #27                     | #905                       | #1,124                          |
| Scream 4                                              | 15 de abril de 2011               | 40 millones de dólares  | 38,2 millones de dólares  | 59 millones de dólares    | 97,2 millones de dólares  | #72                     | #2,343                     | #1,820                          |
| Scream                                                | 14 de enero de 2022               | 24 millones de dólares  | 81,6 millones de dólares  | 56,1 millones de dólares  | 137,7 millones de dólares | #34                     | #1,011                     | #1,312                          |
| Scream VI                                             | 10 de marzo de 2023               | 35 millones de dólares  | 108,1 millones de dólares | 60,6 millones de dólares  | 168,8 millones de dólares | #4                      | #780                       | #1,185                          |
| Total                                                 | Total                             | 178 millones de dólares | 521,4 millones de dólares | 389,4 millones de dólares | 910,8 millones de dólares |                         |                            |                                 |
| Nota/s Recaudación de taquilla cerca de mayo de 2023. |                                   |                         |                           |                           |                           |                         |                            |                                 |

### Recepción crítica
La serie de películas Scream ha recibido muchas críticas positivas desde el estreno de la primera película en 1996, Kevin Thomas de Los Angeles Times dijo de Scream que era «una ejecución brillante, provocativa parodia de las películas de terror» mientras que Adam Smith de Empire dijo que era «Inteligente, rápida y muy divertida». Otras críticas apreciaron el cambio de las películas slasher de adolescentes de los 80 y sus «interminables series de laboriosos, secuelas a medio a hacer.» El guion de Williamson recibió alabranzas por su «amistosamente inteligente, complicado argumento» que «hábilmente mezcla ironía, auto-referencia y comentarios antisociales con escalofríos y salpicaduras de sangre.» Janet Maslin de The New York Times fue menos amable diciendo «[Craven] quiere las cosas de ambas maneras, aprovechando el material sensacionalista y socavándolo con humor burlón. Ni siquiera los aficionados al terror que pueden responder todas las preguntas de la película podrán sentirse cómodos con tal mezcla y explotación.»
Scream alcanzó el puesto 32 en la lista de 50 best high school movies (50 mejores películas de instituto) de Entertainment Weekly y el puesto número 13 en la lista The 100 scariest movie movements (Los 10 momentos de película de más terror) de Bravo. En 2008, Entertainment Weekly añadiría nuevas críticas a la película, colocándola en el puesto 60 de su lista de las 100 best films of the las 13 years (100 mejores películas de los pasados 13 años). La película se colocó en el puesto 482 en el 2008 en la lista de The 500 greatest movies of all time (Las 500 mejores películas de todos los tiempos) de Empire. Scream recibió varios premios en 1996 incluyendo el Premio Saturn a la Mejor actriz, al mejor guion por Kevin Williamson y Mejor película de terror más nominaciones por Mejor Director para Wes Craven y Mejor Actor de Reparto tanto para Ulrich como Barrymore. La película también fue nominada en 1997 para el Premio MTV Movie por Mejor película.
Scream 2 recibió igualmente críticas positivas de algunos críticos, alguno de entre ellos argumentando que la película sobrepasaba a la original en terror y humor. Tanto Gene Siskel, y Janet Maslin de New York Times le dieron críticas positivas a pesar de la mala crítica que le habían dado a Scream. La película fracasó en su intento de conseguir el mismo éxito que la original en términos de premios, ganando solo el Premio MTV movie por Mejor actriz para Campbell más nominaciones al Premio Saturn por Mejor actriz, Mejor actriz de reparto y Mejor película de terror para Campbell, Cox y Scream 2 respectivamente.
Scream 3 recibió críticas tanto positivas como negativas, pero más negativas, recibiendo una puntuación en Rotten Tomatoes de 36%, comparada con Scream con 80% y Scream 2 con 81%. Con el consenso general de que «Scream 3 se convirtió en los que originalmente parodiaban» y se supuso que la franquicia «perdió su frescura y originalidad al caer en las fórmulas y clichés del terror antiguo». De los personajes, Roger Ebert dijo «[los personajes] son tan delgados, son transparentes» aunque alabó la aparición de Campbell diciendo «La cámara la adora. Podría llegar a ser una gran estrella y entonces reírse de vídeos de esta película en su homenaje de la AFI». Sin embargo, no todas las críticas fueron negativas, el periódico Los Angeles Times la llamó «Genuinamente espantosa y también altamente divertida» y la BBC dijo que «como conclusión para la trilogía es más efectiva de lo que nadie puede espera».
Scream 4 recibió tanto críticas positivas como negativas, pero más positivas. El aglutinador de críticas Rotten Tomatoes informa que el 59% de los críticos le dieron a la película críticas positivas basadas en 169 críticas, con una media de puntuación de 5.8 de 10. Metacritic, que asigna una puntuación sobre 100 a las crítcas de los críticos conocidos, le da a la película un 52 basado en 32 críticas.
Rogert Ebert le dio a la película dos de tres estrellas, criticando la película por utilizar los clichés de las películas slasher. Michael O'Sullivan de The Washington Post le dio a la película una puntuación negativa de uno y medio de cuatro estrellas diciendo «el problema es, a la película no le interesa realmente si nos estamos riendo con ella o de ella». Empire le dio a la película dos de cinco estrellas, criticando la fórmula anticuada de la película y la falta del factor terror. Daily News pensó que la película estaba «pasada» y que «descansando en clichés obvios ya no parece irónico, sino fácil.» El Toronto Sun le dio a la película críticas mixtas, escribiendo que «esta parte está muy lejos de la novedad del original de 1996. De repende, el suspense de terror que tus padres quieren ver»; sin embargo, la crítica alabó al director Wes Craven. Colin Covert de Star Tribune le dio a la película una perfecta puntuación de cuatro sobre cuatro estrellas, alabando la combinación de sustos, comedia y giros. The Boston Herald escribió que la película es «a veces divertida» pero demasiado larga. Lisa Kennedy de The Denver Post dijo que Scream 4 «hace muchos homenajes a la original de 1996», pero que no está cerca de su grandeza. Lisa Schwarzbaum de Entertainment Weekly alabó la película, diciendo «es un recordatorio de todo lo que hizo Scream tal grito en primer lugar,» mientras Betsy Sharkey de Los Angeles Times escribió que «Scream 4 encuentra una manera de revivir su glorioso pasado mientras que escarba en nuevos terrores de una nueva manera.» Peter Travers de Rolling Stone le dio a la película dos de cuatro estrellas, criticando los toques de comedia fuera de tono. Eric Goldman de IGN le dio a la película cuatro de cinco estrellas diciendo, «La primera película es aún la mejor, pero esta está mucho más en la línea con (y tal vez mejor que) la divertida de Scream 2 y la monótona Scream 3. El final de Scream 4 también funciona como fuerte final de la franquicia.»
| Película  | Rotten Tomatoes    | Rotten Tomatoes      | Rotten Tomatoes     | Metacritic       | CinemaScore | IMDb                | FilmAffinity       |
| Película  | Crítica            | Críticos importantes | Audiencia           | Metacritic       | CinemaScore | IMDb                | FilmAffinity       |
| --------- | ------------------ | -------------------- | ------------------- | ---------------- | ----------- | ------------------- | ------------------ |
| Scream    | 81% (88 críticas)  | 65% (26 reseñas)     | 80% (477 563 votos) | 65 (25 críticas) |             | 7.4 (367 000 votos) | 5.8 (71 265 votos) |
| Scream 2  | 82% (85 críticas)  | 91% (22 reseñas)     | 58% (412 147 votos) | 63 (22 críticas) | B+          | 6.3 (199 000 votos) | 4.9 (21 024 votos) |
| Scream 3  | 41% (126 críticas) | 39% (36 reseñas)     | 38% (412 147 votos) | 56 (32 críticas) | B           | 5.6 (156 000 votos) | 4.4 (17 476 votos) |
| Scream 4  | 60% (191 críticas) | 61% (56 reseñas)     | 56% (76 452 votos)  | 52 (32 críticas) | B-          | 6.2 (163 000 votos) | 5.2 (15 847 votos) |
| Scream    | 76% (295 críticas) | 63% (56 reseñas)     | 75% (10 000 votos)  | 60 (49 críticas) | B+          | 6.3 (141 000 votos) | 5.6 (9 393 votos)  |
| Scream VI | 76% (290 reseñas)  | 64% (58 reseñas)     | 87% (10 000 votos)  | 61 (53 reseñas)  | B+          | 6.6 (89 000 votos)  | 6.0 (4 725 votos)  |
| Promedio  | 70%                | 64%                  | 66%                 | 60               | B           | 6.4                 | 5.3                |

### Lanzamiento a nivel doméstico
Scream fue publicado en EE. UU. en VHS el 2 de diciembre de 1997, seguido por Scream 2 el 1 de diciembre de 1998 y Scream 3 el 24 de octubre de 2000. Todos los lanzamientos fueron realizados por Buena Vista Home Entertainment que, en el momento de publicar Scream 3, se había convertido en Walt Disney Home Entertainment.
Las películas de Scream fueron publicadas en DVD por primera vez el 3 de diciembre de 1997 empezando con Scream, y con una edición de coleccionista de la película publicada el 6 de diciembre de 1998, conteniendo la película así como escenas eliminadas, tomas no editadas, el tráiler para el cine, entrevista al reparto, comentarios del director e información de detrás de las cámaras. Scream 2 fue publicado en EE. UU. el 22 de julio de 1998 seguido por la Edición del coleccionista el 7 de agosto de 2001. La Edición para el coleccionista tenía material adicional incluyendo tomas no editadas, escenas eliminadas, el tráiler para el cine, vídeos musicales de canciones presentadas en la película y el comentario del director. Scream 3 se publicó en los EE. UU. el 4 de julio de 2000 solo en su Edición para el coleccionista conteniendo escenas eliminadas, tomas no editadas, audiocomentario, vídeos musicales presentados en la película, tráileres de la película y biografía del reparto y del personal envuelto en la producción de la película. En 2001, el lanzamiento de Scream 3 fue nominado a un Premio Saturn por Mejor lanzamiento en vídeo perdiendo ante La princesa Mononoke (1997). Todos los lanzamientos en EE. UU. fueron llevados a cabo por Buena Vista Home Entertainment, quien, cuando se lanzó Scream 3 empezó a conocerse por Walt Disney Home Entertainment.
Después del lanzamiento de, la película final de la serie de películas, Scream 3, las tres películas se recogieron en The ultimate Scream collection por Dimension Films el 26 de septiembre de 2000 en una caja recopilatoria conteniendo Scream, Scream 2 y Scream 3 más Behind the scream (Detrás del grito) un corto documental acerca de la producción de las tres películas y material adicional incluyendo preestrenos con los actores de las películas, tomas no editadas y escenas eliminadas.
Scream, Scream 2 y Scream 3 no fueron publicadas fuera de EE. UU. incluyendo Europa y Japón hasta el 2001 donde fueron publicadas en simultáneo el 26 de febrero por Buena Vista Home Entertainment. Cada película contenía material adicional que se podía encontrar en la Edición para el coleccionista publicado en EE. UU. incluyendo escenas eliminadas, tomas no editadas, tráileres para el cine, vídeos musicales y comentarios de cada uno del equipo de la película. Adicionalmente, las tres películas fueron recogidas en conjunto en una caja recopilatoria, y de nuevo publicada el 26 de febrero publicada como Scream trilogy (Trilogía Scream).
Las tres películas originales fueron publicadas individualmente y en una caja recopilatoria en formato Blu-ray el 29 de marzo de 2011, dos semanas antes del estreno de Scream 4, por Lionsgate Home Entertainment, almacenando la película en alta definición de 1080p. Además de las películas, cada publicación contenía comentario en audio, tráiler de los cines y material de detrás de las cámaras para cada película.

## Banda sonora

### Scream
La banda sonora original de Scream, publicada el 17 de diciembre de 1996 por el sello TVT Records, contiene doce canciones de varios artistas incluyendo la obra original «Trouble in Woodsboro»/«Sidney's lament» de la banda sonora instrumental de las películas compuesto por Marco Beltrami, mucho material aparece en varias escenas de la película. La canción «School's Out» por Alice Cooper apareció en la película pero fue reemplazada por una versión de la canción por The Last Hard Men en el álbum. Al álbum se le dio tres de cinco estrellas en Allmusic aunque fue considerado un fracaso y nunca llegó al Billboard 200 a pesar del éxito de la película.
La banda sonora instrumental de Scream compuesta por Marco Beltrami sería la primera obra suya realizada para una película y gracias a ella le fue posible componer para otras películas como I, Robot y Live Free or Die Hard. La banda sonora instrumental no sería publicada hasta el 14 de julio de 1998 por Varèse Sarabande en una caja recopilatoria con la banda sonora instrumental de Scream 2. Sin embargo, le faltaron varias canciones de la película, con una duración total de 12 minutos comparado con lo más común de 30-45 minutos de las bandas sonoras instrumentales originales debido a las altas tarifas de utilización de los derechos para publicar la música. Se consideró que Beltrami estuvo influenciado por el estilo sintético de Éric Serra y otras bandas sonoras instrumentales de éxito, las referencias fueron más pronunciadas en su banda sonora instrumental de Scream 2. El tema del personaje principal Sidney Prescott, «Sidney's lament» (El lamento de Sidney) incorporó un solo vocal femenino «obsesivo» que sería utilizado en otras canciones a través de toda la franquicia. La banda sonora instrumental de Scream recibió generalmente críticas positivas, Mikael Carlsonn la calificó como una de las bandas sonoras instrumentales más intrigantes de los últimos años mientras que Filmtracks afirmó que la banda sonora tenía estatus de culto.

### Scream 2
La banda sonora original de Scream 2 fue publicada el 18 de noviembre de 1997 por Capitol Records conteniendo quince canciones en estilos como r&b, hip hop y rock de varios artistas, algunos representados en la película. El álbum pasó diez semanas en el Billboard 200, alcanzando el lugar más alto en el puesto número 50 pero recibió una puntuación menos que su antecesor en Allmusic, solo dos de cinco estrellas. Stephen Erlewine de Allmusic opinó que la banda sonora era un intento de compensar la falta de temas de éxito de las películas previas, pero también falló, creando un álbum «desigual» de canciones no «lo suficiente buenas como para hacer [a los artistas] un álbum propio».
La banda sonora instrumental de Scream 2 fue, como en Scream, compuesta por Marco Beltrami y publicada el 14 de julio de 1998 en una caja recopilatoria con la banda sonora instrumental de Scream por Varèse Sarabande. A la banda sonora instrumental publicada le faltaban varios temas presentes en la película, con una duración total de solo 17 minutos comparada con otras de 30-45, que es lo que suelen durar las bandas sonoras instrumentales. Incluida en los temas faltantes estaba la canción «Cassandra aria» creada por Danny Elfman, descrita por el sitio de análisis de bandas sonoras Filmtracks como «un coro frenético de tres minutos» que permaneció sin publicar a la fecha de marzo de 2011. La duración de la banda sonora instrumental publicada fue considerada decepcionante y se culpó a los precios requeridos para pagar a los músicos para así publicar su música. La influencia de otros famosos compositores pudo oírse en la banda sonora instrumental, incluyendo Hans Zimmer, Elliot Goldenthal, Ennio Morricone y Christopher Young. En particular, extractos de la banda sonora de Hans Zimmer Broken Arrow (1996), incluyendo la guitarra de Duane Eddy, se convertirían en un componente del tema insignia del personaje Dewey Riley.

### Scream 3
La banda sonora original de Scream 3 fue publicada el 25 de enero de 2000 por Wind-up Records conteniendo dieciocho canciones conteniendo sobre todo heavy metal de artistas como System of a Down y Powerman 5000, alguno de los cuales son presentados en la película. El álbum tuvo más éxito que sus antecesores, pasando catorce semanas en el Billboard 200 y alcanzando la posición más alta de 32, y obteniendo una puntuación en Allmusic de dos con cinco de cinco estrellas. El crítico Steve Huey alabó que el «alto pedigrí» de los contribuyentes al álbum hayan producido un «álbum muy escuchable».
La banda sonora instrumental de Scream 3 fue llevado a cabo de nuevo por Marco Beltrami quien empleó siete orquestas y experimentó grabando instrumentos en circunstancias inusuales tanto física como electrónicamente alternado el tradicional sonido de un piano mientras que incluía una pesada carga vocal en las canciones. Se consideró la posibilidad de que Beltrami se viera forzado a contratar múltiples orquestaciones para completar la banda sonora instrumental para cumplir con la fecha de entrega. Como en anteriores bandas sonoras instrumentales, la banda sonora de Scream 3 fue publicada por Varèse Sarabande el 29 de febrero de 2000 con una duración total de 33 minutos de música, aunque al álbum también le faltaron varias secciones instrumentales utilizadas en la película. Beltrami tomó la inspiración de otros compositores, de nuevo incorporando extractos de la banda sonora instrumental de Broken Arrow (1996) de Hans Zimmer en la canción «Sid wears a dress» (Sidney lleva un vestido). En Allmusic se le dio a Scream 3 una puntuación de dos con cinco de cinco estrellas.

## Controversia
El éxito de la franquicia también ha sido teñido por controversias resultantes de demandas por inspiración debido al Efecto copycat en la vida real y también por inducción a la violencia.
En enero de 1998, Mario Padilla de 16 años y su primo de 14 años, Samuel Ramírez apuñalaron a la madre de Mario, Gina Castillo, 45 veces, matándola. El caso llegó a conocerse como el «caso Scream» y los medios de comunicación lo cubrieron exhaustivamente después de que los chicos dijeran que se habían inspirado en Scream y Scream 2. También admitirían necesitar el dinero del asesinato de Gina para fundar una serie de asesinatos y comprar dos disfraces de Ghostface y un sintetizador de habla usado por los personajes de la película. Durante el juicio, la psicóloga, Madeline Levine, quien estudió el efecto de la violencia en los niños, declaró:

Hubo varias razones por las que actuaron así. Pero ¿la película proveyó un molde? Absolutamente.

Era de esperar que el caso subrayara la importancia del efecto de las películas violentas en los adolescentes pero el juez que presidía el caso, John Cheroske, ordenó que cualquier referencia a Scream fuera eliminada y que el caso no fuera llamado el «caso Scream», rechazando el acceso de los medios de comunicación a la Sala de justicia, con intención de que fuera un caso de asesinato y nada más.
El 17 de enero de 1999, Ashley Murray de 13 años de edad fue apuñalado múltiples veces en la cabeza y en la espalda antes de ser dado por muerto por sus entonces amigos Daniel Gill, 14, y Robert Fuller, 15; fue encontrado más tarde y salvado por un hombre anciano que paseaba a su perro. El dúo fue llamado los «atacantes Scream» después de que saliera a la luz que habían visto Scream justo antes de los ataques y fueran encontrados dibujos de la máscara de Ghostface entre sus posesiones, aunque sus acciones fueron atribuidas más adelante a abuso sexual, drogas y exposición a magia negra en sus hogares. Murray, quien declararía más tarde contra el dúo, diría él mismo que creyó que las películas podían haber influenciado el ataque hacia él.
El 4 de mayo de 1999, después de la masacre del Instituto Columbine y el incremento de la importancia que se le daba en los medios de comunicación a los efectos de la violencia de las películas y juegos en la sociedad,, el Senado de los Estados Unidos división de Comercio, Ciencia y Transporte celebró una audiencia acerca del marketing de Hollywood en las películas orientada hacua los jóvenes y el género de terror en particular, utilizando la escena inicial de Scream con el asesinato de Casey Becker, como un ejemplo negativo en los medios de comunicación que podía ser visto por niños.
En noviembre de 2001, el belga Thierry Jaradin de 24 años, disfrazado de Ghostface asesinó a Alisson Cambier de 15 años de edad al rechazar a éste sentimentalmente. Jaradin declararía más adelante que el asesinato fue premeditado e inspirado por la trilogía Scream. Al año siguiente un joven francés de 17 años, identificado simplemente como Julien, tras los fallidos intentos con otras chicas, llevó a un compañero a un lugar apartado y lo apuñaló después de haberle mostrado la máscara de Ghostface. Las autoridades francesas en ese momento afirmaron que era el tercer asesinato relacionado con Scream desde el 2000.
Coincidiendo el rodaje de Scream VII con la invasión israelí de Gaza, la que iba a ser la actriz principal, la mexicana Melissa Barrera, fue despedida de la producción tras declarar en las redes sociales su apoyo al pueblo palestino. Tras lo sucedido volvió a reiterar su apoyo y recibió el apoyo de varios actores y actrices.